# Aidophus pellax
Aidophus pellax är en skalbaggsart som beskrevs av Vladimir Balthasar 1960. Aidophus pellax ingår i släktet Aidophus och familjen Aphodiidae. Inga underarter finns listade i Catalogue of Life.